# Chamaedorea metallica
Espèce
Chamaedorea metallica  (Synonyme : Chamaedorea tenella) est une des 106 espèces du genre de palmiers Chamaedorea. Son nom d’espèce vient du vert profond presque bleu, avec des reflets métalliques, de son feuillage. L'extrémité de la feuille se termine en V .
Il est originaire de la forêt pluviale d'Amérique centrale, du Mexique au Guatemala. L'espèce est dioïque comme tous Chamaedorea. Sa taille va de 1 à 2 m comme le C. elegans, il reste un petit palmier de 50 cm en culture d’intérieur.
Sa floraison, et sa fructification, se passe de décembre jusqu'à Janvier.

## Référence taxonomique
- (en) World Checklist of Selected Plant Families (WCSP) : Chamaedorea metallica
- (en) Catalogue of Life : Chamaedorea metallica O.F.Cook ex H.E.Moore (consulté le 18 décembre 2020)
- (fr) Tela Botanica (Antilles) : Chamaedorea metallica O.F. Cook et H.E. Moore
- (en) NCBI : Chamaedorea metallica (taxons inclus)
- (en) GRIN : espèce Chamaedorea metallica O. F. Cook ex H. E. Moore